# Premi Nacional de Mitjans d'arrel digital
El Premi Nacional de Mitjans d'arrel digital, anomenat fins a 2013 Premi Nacional d'Internet, forma part dels Premis Nacionals de Radiodifusió, Televisió, Internet i Telecomunicacions. És concedit anualment per la Generalitat de Catalunya i reconeix la trajectòria professional de cada guardonat en la seva categoria.

## Guardonats
- 2000: VilaWeb[1]
- 2001: Ajuntament de Callús[1]
- 2002: Tinet[2]
- 2003: XTEC[3]
- 2004: Softcatalà[4]
- 2005: Associació puntCAT[5]
- 2007: iCat FM[6]
- 2008: Google.cat[7]
- 2009: eyeOS[8]
- 2010: Scytl[9]
- 2011: Dídac Lee[10]
- 2012: * No se celebraren els Premis Nacionals de Comunicació
- 2013: Ara.cat[11]
- 2014: Timeout.cat[12]
- 2015: Salvador Cot i Belmonte[13]
- 2016: Nació Digital[14]
- 2017ː No es concediren a causa de la intervenció de la Generalitat de Catalunya per part del govern espanyol
- 2018ː Núvol, el digital de cultura[15]
- 2019ː Crític[16]
- 2020ː La Mira[17]
- 2021ː Filmin[18]